# Tranosema nigridens
Tranosema nigridens là một loài tò vò trong họ Ichneumonidae.